# Lange Gasse 10 (Quedlinburg)

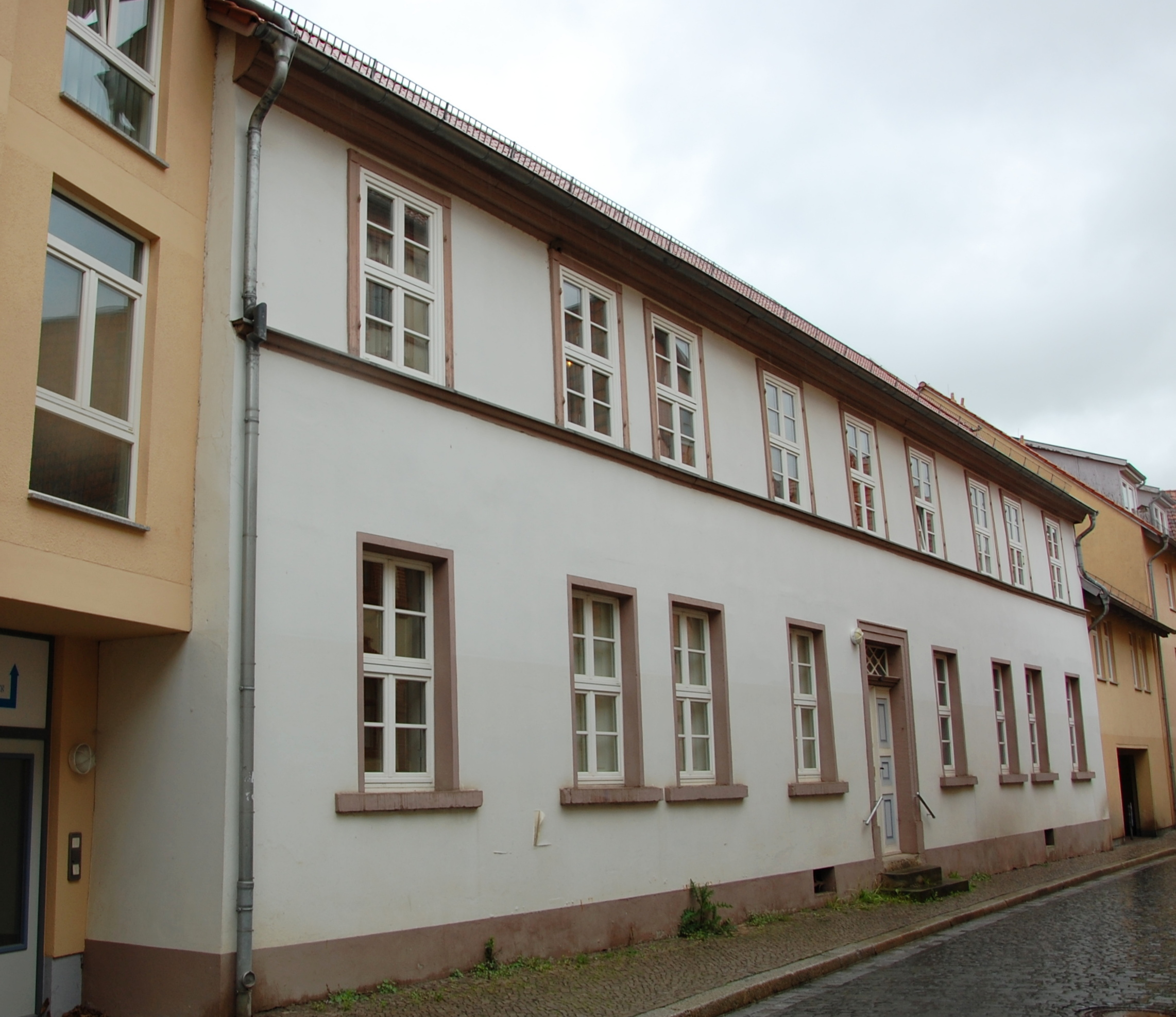
Haus Lange Gasse 10

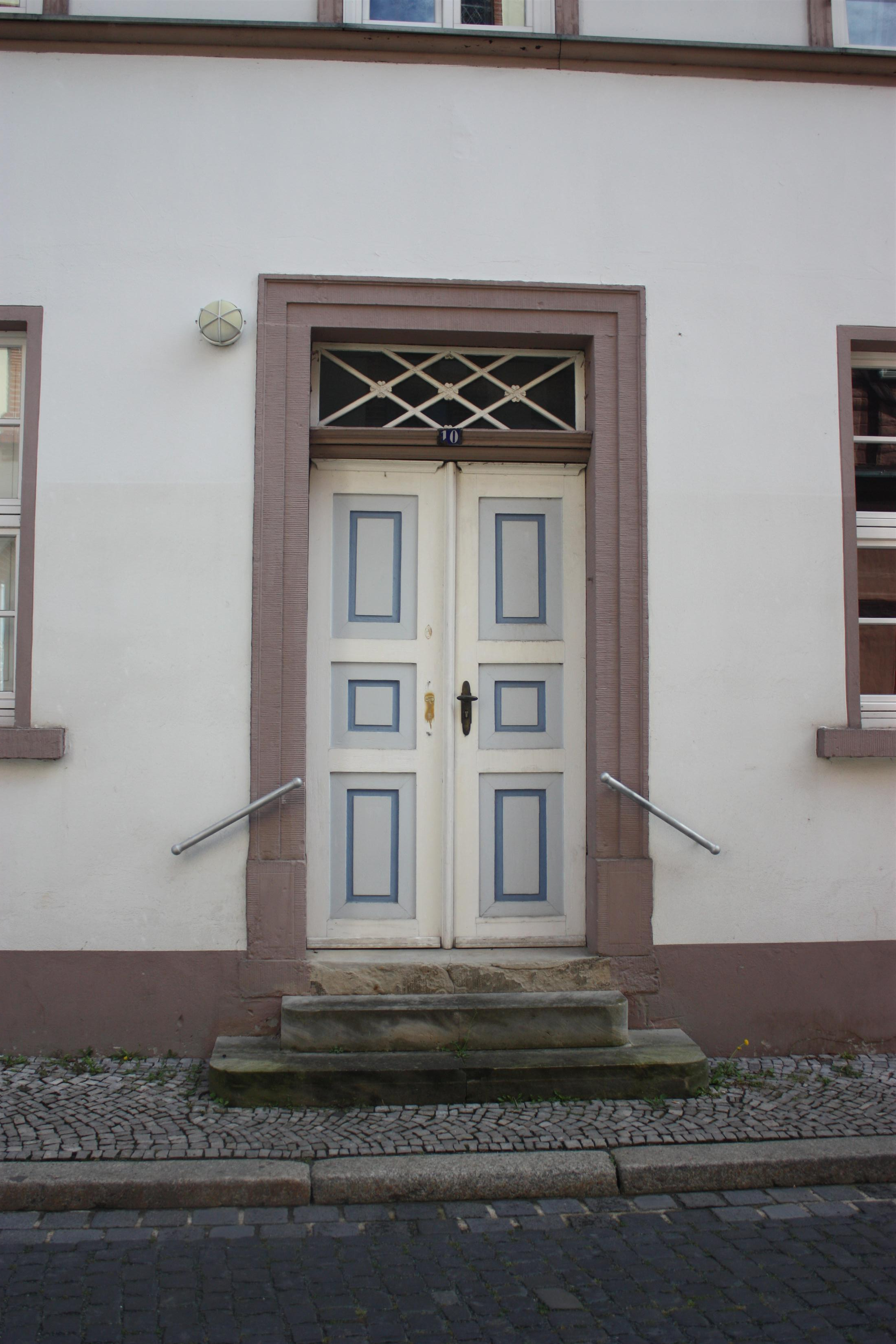
Haustür

Das Haus Lange Gasse 10 ist ein denkmalgeschütztes Gebäude in Quedlinburg in Sachsen-Anhalt.

## Lage
Das im Quedlinburger Denkmalverzeichnis als Kaufmannshof eingetragene Gebäude befindet sich im Quedlinburger Stadtteil Westendorf auf der Nordseite der Langen Gasse. Es gehört zum UNESCO-Weltkulturerbe.

## Architektur und Geschichte
Das straßenseitige zweigeschossige Gebäude des Anwesens ist verputzt und zieht sich mit neun Achsen an der Straße entlang. Die Haustür ist mittig angeordnet. Der östliche Giebel ist verschiefert. Bedeckt wird das Gebäude mit einem Krüppelwalmdach. Insgesamt präsentiert sich der Bau als Wohngebäude im Stil des Klassizismus aus der Zeit um 1800. Im Kern ist der Bau jedoch erheblich älter. Die Fachwerkteile gehen bereits auf das 16. Jahrhundert zurück, so insbesondere eine Fachwerkdecke mit Schiffskehlen. Das Treppenhaus gruppiert sich um eine dorische Säule. Die originale Raumaufteilung ging zum Teil bei Umbauten des Jahres 1997 verloren.
Ursprünglich bestehende ebenfalls denkmalgeschützte Teile des Anwesens gingen verloren. 
Bereits 1954 wurde eine Scheune abgebrochen. Sie war ein vermutlich um 1700 errichteter zweietagiger, zwanzig Gebinde breiter Geschossbau mit Zapfenschlössern, die sich jedoch nur an den Eckständern befanden. Vier weitere Zapfenschlösser waren oberhalb der Toreinfahrt angeordnet. Die Scheune wird als verlorengegangenes wichtiges Gebäude Quedlinburgs betrachtet.
Darüber hinaus bestand ein zweigeschossiger Wirtschaftsbau, der den Hof nach Osten begrenzte und als einer der ältesten erhalten gebliebenen Profanbauten Quedlinburgs angesehen wurde. Dieser Bau bestand aus einem aus Bruchsteinen errichteten Erdgeschoss und einem Fachwerkobergeschoss. Das Untergeschoss stammte möglicherweise noch aus dem Mittelalter und verfügte über einen Raum mit Kreuzgratgewölbe, für den als Entstehungszeit das 16. Jahrhundert vermutet wird. Das Gebäude wurde 1997 abgerissen.
Im gleichen Jahr wurde auch ein östlicher mit dem Wohnhaus verbundener barocker Hofflügel abgerissen. Es handelte sich um ein Fachwerkhaus dessen Gefache mit Zierausmauerungen versehen waren. Zum Teil befanden sich im Gebäudeinneren noch bauzeitliche Ausstattungsstücke, so insbesondere die Türen. Auch die Raumaufteilung war original.
Auf der Süd- und Nordseite des Hofs befindet sich eine bei Bauarbeiten im Jahr 1997 festgestellte Mauer, die auf die ursprüngliche Befestigung Westendorfs oder eines großen befestigten Hofs zurückgeht. Die an der nördlichen Grundstücksgrenze gefundene, aus Quadern errichtete Mauer ist 1,10 stark und zweischalig. Der Fuß der Mauer liegt 2,50 Meter unterhalb des heutigen Geländeniveaus. Die Mauer wurde vermutlich bereits vor dem 17. Jahrhundert abgerissen und nach außen umgestürzt.